# Thompson Trophy

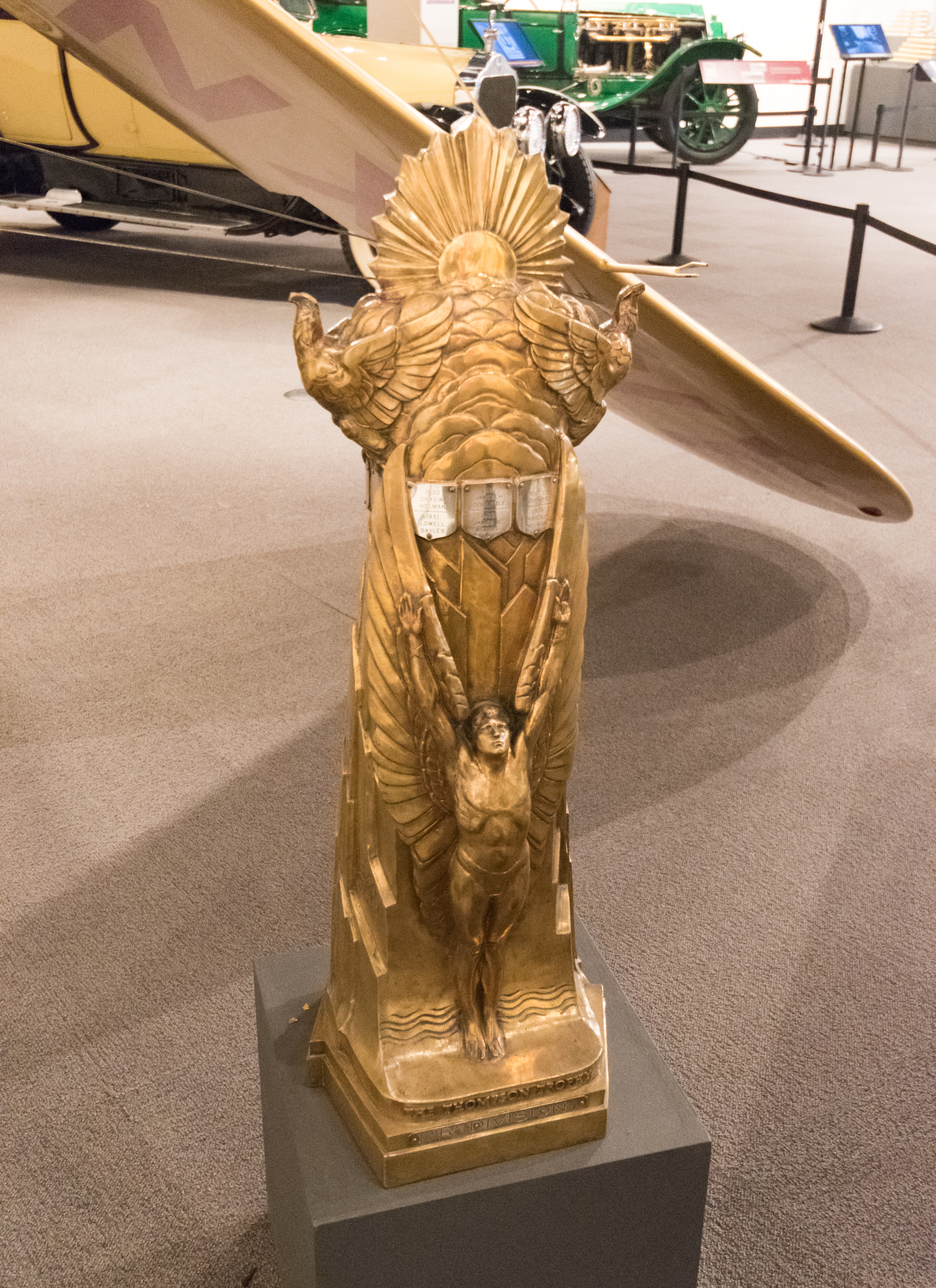
Die Thompson Trophy

Die Thompson Trophy war ein Luftrennen, das im Rahmen der National Air Races in den USA abgehalten wurde. Es war zu seiner Zeit eines der bedeutendsten Luftrennen in den USA.

## Geschichte
Das Rennen wurde nach dem Sponsor Charles E. Thompson benannt und sollte der Förderung der Geschwindigkeit von Landflugzeugen dienen, ähnlich der Schneider Trophy für Wasserflugzeuge. Das Rennen wurde erstmals 1929 ausgetragen und fand auf einem durch etwa 15 Meter hohe Pylone markierten geschlossenen Kurs von 10 Meilen Länge statt, der 20 mal durchflogen wurde. Alle Flugzeuge starteten gleichzeitig und lieferten sich in der Luft Positionskämpfe. Dies machte die Thompson Trophy zum populärsten Rennen der National Air Races.
Bis 1939 konnten sich ausschließlich spezielle Rennflugzeuge in die Siegerliste eintragen. Zwischen 1940 und 1945 fanden kriegsbedingt keine Rennen statt. Ab 1946 waren modifizierte Kampfflugzeuge die Sieger. Das letzte Rennen fand 1949 statt.